# Carludovica
Carludovica Ruiz & Pav., 1794 è un genere di angiosperme monocotiledoni della famiglia Cyclanthaceae, diffuso nell'America tropicale.
Il nome del genere è un omaggio a Carlo IV di Spagna e a sua moglie Maria Luisa di Parma.

## Descrizione
Il genere comprende piante perenni a fusto eretto o rampicante, con foglie a forma di ventaglio, intere o suddivise, e fiori monoici riuniti in spadici.

## Distribuzione e habitat
Il genere è diffuso nella fascia tropicale delle Americhe, dal Messico meridionale e dal Guatemala sino a Ecuador e Bolivia.

## Tassonomia
Sono note le seguenti specie:
- Carludovica drudei Mast.
- Carludovica palmata Ruiz & Pav.
- Carludovica rotundifolia Schaedtler
- Carludovica sulcata Hammel

## Usi
Carludovica palmata  è coltivata in Ecuador, Bolivia e Perù, dove viene utilizzata per le foglie, con le cui fibre vengono confezionati i cappelli di Panama.